# KDDI
KDDI Corporation (KDDI株式会社 KDDI Kabushiki Gaisha?) (TYO: 9433) es una operadora japonesa de telecomunicaciones creada en octubre del 2000 por la fusión de DDI Corp.(Daini-Denden Inc.), KDD(Kokusai Denshin Denwa) Corp., y IDO Corp. Su sede está en el Garden Air Tower en Iidabashi, Chiyoda, Tokio.
Au ofrece el servicio de telefonía móvil de KDDI.
El 1 de abril de 2002, au de KDDI lanzó el 3G usando la tecnología CDMA2000 1x.
En 2010 Ono comenzó a ofrecer 50 megabits en España, y ya que ninguna empresa tenía 50 megabits, en los anuncios se comparaba con KDDI.
En 2019, KDDI fue la segunda red de telecomunicaciones con más usuarios en el Japón.